# Orgilus strigosus
Orgilus strigosus är en stekelart som beskrevs av Muesebeck 1970. Orgilus strigosus ingår i släktet Orgilus och familjen bracksteklar. Inga underarter finns listade i Catalogue of Life.